# Камматтхана
Камматтхана (пали kammaṭṭhāna, санскр. karmasthana) — буддийский термин,  буквально означает место работы. Его первоначальное значение — чей-то род занятий (земледелие, торговля, уход за скотом и т. д.). Но в буддийском контексте этот термин употребляется в нескольких различных, но связанных значениях, имеющих отношение к медитации.

## Этимология и значения
В основном словом камматтхана обозначают медитацию, в том смысле, что медитация является основным занятием буддийских монахов. В Бирме опытные практикующие известны как камматтханачарии (мастера медитации). Представители Тайской лесной традиции называют себя лесной традицией Камматтхана, что связано с медитативной практикой в лесу.
В ранней палийской литературе, ещё до появления комментариев, термин камматтхана встречается только в нескольких суттах в контексте «работы» или «торговли». Например, в Суббха сутте МН 99, где этот термин употребляется 22 раза, а также в Дигхаджану сутте АН 8.54, Уджжая сутте АН 8.55 Дутия сампада сутте 8.76 и и Сакья сутте АН 10.46.
Буддхагхоша использует термин камматтхана для обозначения каждого из сорока объектов медитации, перечисленных в третьей главе своего трактата «Висуддхимагга», которые частично заимствованы из палийского канона . В этом случае значение камматтхана как «род занятий» может трактоваться как «вещи, которые занимают ум», а «место работы» в смысле «места, на котором нужно сосредоточить ум во время медитации». Работая над Висуддхимаггой, Ньянамоли Бхикку перевёл этот термин просто как «предмет медитации».

## Сорок объектов медитации Буддхагхоши

### Касина как камматтхана
Термин касина (пали kasiṇa, санскр. kṛtsna, буквально «целое») относится к основным визуальным объектам медитации, используемым в буддизме Тхеравады. Эти объекты описаны в Палийском каноне и обобщены в знаменитом трактате о медитации «Висуддхимагга» как камматтхана, на которой следует сосредоточивать ум всякий раз, когда внимание отвлекается. Медитация на касины — один из наиболее распространённых видов медитации саматхи, предназначенный для успокоения ума практикующего и создания основы для дальнейших практик медитации вплоть до достижения джхан.
Трактат о медитации «Висуддхимагга» сосредоточен вокруг медитации на касины. По словам американского учёного-монаха Тханиссаро Бхиккху, в тексте предпринята попытка вписать все другие методы медитации в форму практики касины, но даже по собственному признанию автора, медитация на дыхании не очень хорошо укладывается в эту форму. По мнению Тханиссаро Бхикку, подчеркивая медитацию на касинах, Висуддхимагга отходит от фокуса на джхане, который делается в Палийском каноне, и это указывает на то, что «в комментариях джхана означает нечто совершенно отличное от Канона».
Хотя практика медитации на касинах связана с традицией тхеравады, похоже, что в своё время она была широко известна среди различных буддийских школ Индии. Асанга ссылается на касины в разделе Самахитабхуми своего трактата Йогачарабхуми. Уппалаванна, одна из главных учениц Будды, прославилась достижением арахантства благодаря медитации на огненную касину.
Из сорока объектов, на которые медитируют как на камматтхану, первые десять — это касины, «которые можно созерцать непосредственно». Они описаны в Висуддхимагге, а также упоминаются в Палийской Типитаке, например, в Касина сутте АН 10.25. Эти 10 касин:
1. земля (пали paṭhavī kasiṇa, санскр. pṛthivī kṛtsna);
2. вода (пали  āpo kasiṇa, санскр. ap kṛtsna);
3. огонь (пали tejo kasiṇa, санскр. tejas kṛtsna);
4. воздух/ветер (пали vāyo kasiṇa, санскр. vāyu kṛtsna);
5. голубой (пали nīla kasiṇa, санскр. nīla kṛtsna);
6. жёлтый (пали pīta kasiṇa, санскр. pīta kṛtsna);
7. красный (пали lohita kasiṇa, санскр. lohita kṛtsna);
8. белый (пали odāta kasiṇa, санскр. avadāta kṛtsna);
9. пространство (пали ākāsa kasiṇa, санскр. ākāśa kṛtsna);
10. в палийских суттах и некоторых других текстах — сознание (пали viññāṇa kasiṇa, санскр. vijñāna kṛtsna) ; согласно более поздним источникам, таким как «Висуддхимагга» Буддхагхоши — яркий свет (сияющий ум) (пали āloka kasiṇa).

Касины обычно описываются как цветной диск с определёнными свойствами, размерами и составом, часто указываемыми в соответствии с типом касины. Земляная касина, например, представляет собой экран красно-коричневого цвета из натянутого холста или другого материала-подложки, который обмазан землёй или глиной (или другим материалом, имеющим аналогичный цвет и текстуру).

### Патиккуламанасикара[к. 1]

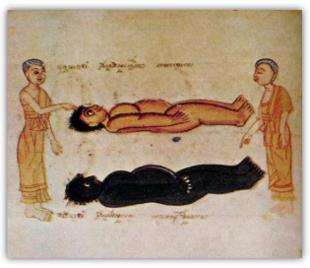
Иллюстрация первых двух созерцаний ашубхи: раздутый труп и обесцвеченный, синеватый труп. Из рукописи начала XX века, найденной в районе Чайя, провинция Сураттхани, Таиланд

Следующие десять объектов — нечистые (асубха), отвратительные объекты для медитации (патиккула), в частности, «кладбищенские созерцания» (кайанупассана навасиватхикапабба) десяти стадий разложения человеческого трупа, направленные на развитие осознанности к телу (каягатасати):
1. раздутый труп;
2. синюшный труп;
3. гниющий труп;
4. распадающийся труп;
5. изъеденный труп;
6. расчленённый труп;
7. разрубленный и разбросанный труп;
8. кровоточащий труп;
9. труп, кишащий червями;
10. скелет.

### Ануссати
Ануссати – это памятование, размышление, медитация.
1. Первые три памятования относятся к достоинствам Трёх Драгоценностей:
  1. Будды;
  2. Дхармы;
  3. Сангхи.
2. Следующие три — это памятования о добродетелях:
  1. морали (шила);
  2. щедрости (чага);
  3. полезных свойствах дэвов.
3. Дополнительные четыре памятования о:
  1. теле (кая)
  2. смерти;
  3. дыхании (прана или анапана);
  4. мире.

### Брахма-вихара
Четыре «обители Брахмы» или четыре возвышенных состояния ума, которые являются добродетелями царства Брахмы (пали: Брахмалока):
1. необусловленная доброта и доброжелательность (метта);
2. сострадание (каруна);
3. сорадование (мудита);
4. уравновешенность, невозмутимость (упеккха).

### Аятана
Четыре бесформенных состояния (четыре арупа-аятана):
1. бесконечное пространство (пали ākāsānañcāyatana, санскр. ākāśānantyāyatana);
2. бесконечное сознание (пали viññāṇañcāyatana, санскр. vijñānānantyāyatana);
3. бесконечное ничто (пали ākiñcaññāyatana, санскр. ākiṃcanyāyatana);
4. ни восприятие, ни невосприятие (пали nevasaññānāsaññāyatana, санскр. naivasaṃjñānāsaṃjñāyatana).

### 4 великих элемента
Четыре великих элемента (чатудхатуваваттхана):
- земля (патави);
- вода (апо);
- огонь (тежо);
- воздух (вайо).

### Прочие
Последний объект относится к восприятию отвращения к еде (aharepatikulasanna).

## Объекты медитации и погружение в джханы
Вслед за Буддхагхошей, Гунарантана считает, что благодаря простоте предмета всех четырёх джхан можно достичь посредством практики анапанасати (осознанности дыхания) и медитации на десяти касинах. А медитация на следующих объектах из-за их сложности ведёт только к «концентрации доступа» (упачара самадхи): памятование о Будде, Дхарме, сангхе, морали, щедрости, благотворных свойствах дэвов, смерти и мире; восприятие отвращения к еде и анализ четырёх элементов.
Погружение в первую джхану может быть достигнуто памятованием о десяти видах нечистоты и осознанностью к телу. Однако эти практики не позволяют выйти за пределы первой джханы из-за того, в них участвует приложенная мысль/прикладное мышление (витака), которая отсутствует в высших джханах.
Размышления о первых трёх брахмавихарах позволяют достичь погружения в первые три джханы. Однако эти медитации не ведут к достижению четвёртой джханы из-за связанных с ними приятных ощущений. И наоборот, когда происходит погружение в четвёртую джхану, возникает четвёртая брахмавихара (невозмутимость).

## Объекты медитации и разные темпераменты
Оценка того, что лучше всего подходит для темперамента того или иного практикующего и текущего состояния его или её ума, позволяет подобрать наиболее подходящую камматхану.
Все вышеупомянутые объекты медитации могут устранить пять препятствий, способствуя плодотворному устремлению к мудрости. Кроме того, каждый способен продуктивно применять те или иные объекты медитации в качестве противоядий, например, медитировать на нечистоте, чтобы противодействовать похоти, или на дыхании, чтобы отбросить дискурсивное мышление.
Палийские комментарии также содержат рекомендации по выбору предметов для медитации в зависимости от общего темперамента:
- Жадный: десять медитаций на нечистоту или созерцание тела.
- Ненавидящий: четыре брахмавихары или четырехцветные касины.
- Заблуждающийся: осознанность дыхания.
- Исполненный веры: первые шесть памятований.
- Разумный: воспоминание о смерти или ниббане; восприятие отвращения к еде или анализ четырёх элементов.
- Созерцательный: внимательность к дыханию.

Шесть бесцветных касин и четыре бесформенных состояния подходят в качестве объекта для медитации всем темпераментам.

## Сверхъестественные способности
По мнению ученых, среди огромного массива буддийской литературы Висуддхимагга  представляет собой один из чрезвычайно редких текстов, где приводятся детальные описания того, как духовные учителя проявляют сверхъестественные способности. Такие действия, как полёт по воздуху, преодоление твердых препятствий, ныряние в землю, ходьба по воде и т. д., выполняются путем превращения одного элемента в другой, например, земли в воздух. Считается, что это становится возможным благодаря медитации на касинах.

## Комментарии
1. ↑  В сингальской Типитаке и палийско-английском словаре Рис Дэвидс и Стеде (1921), этот термин приведён с с двумя k (патикуламанасиккара), в то время как в бирманской типитаке версия написания с одним k.